# Champigneulle
Champigneulle település Franciaországban, Ardennes megyében. Lakosainak száma 53 fő (2022. január 1.). Champigneulle Beffu-et-le-Morthomme, Chevières, Imécourt, Landres-et-Saint-Georges, Saint-Juvin, Verpel és Grandpré községekkel határos.

## Népesség
A település népességének változása:
| Lakosok száma | 115  | 77   | 67   | 85   | 61   | 62   | 59   | 54   | 54   | 53   |
|               | 1968 | 1982 | 1990 | 2006 | 2013 | 2015 | 2017 | 2019 | 2020 | 2022 |